# Motorăști
Motorăști falu Romániában, Erdélyben, Fehér megyében.

## Fekvése
Topánfalva (Câmpeni) közelében fekvő település.

## Története
Motorăşti korábban Topánfalva része volt, 1954-1956 között vált külön településsé 163 lakossal.
1966-ban 140, 1977-ben 152, 1992-ben 108, a 2002-es népszámláláskor pedig 90 román lakosa volt.